# مارکوس وینیسیوس سیساریو
مارکوس وینیسیوس سیساریو (به پرتغالی: Marcus Vinícius Cesário) مدافع اهل برزیل است که در شهر ریبرآ پرتو، ایالت سائوپائولو و در تاریخ ۲۲ مارس ۱۹۸۵ به دنیا آمده‌است.
مارکوس وینیسیوس سیساریو در تیم‌های فوتبال کورینتیانس سابقهٔ حضور دارد.